# Nagy Károly (matematikus)
Nagy Károly (Nyíregyháza, 1969. július 24. –) magyar matematikus, egyetemi tanár.

## Életpályája
Középiskolai tanulmányait a nagykállói Korányi Frigyes Gimnáziumban végezte el. Egyetemi tanulmányait a Kossuth Lajos Tudományegyetem matematika szakán végezte el. A középiskolai matematika tanári és az angol-magyar szakfordítói szakot is elvégezte. 1993-tól a Nyíregyházi Főiskola Matematika és Informatika Intézetében dolgozik. 1993–1996 között a Bessenyei György Tanárképző Főiskola főiskolai tanársegédje volt. 1996–2001 között a Nyíregyházi Főiskola főiskolai adjunktusa, 2002–2006 között főiskolai docense volt, 2006–2020 között főiskolai tanára volt. 1993–2001 között Blahota Istvánnal a Feladatmegoldó Diákkört vezette. 1995-ben megalakított a Diadikus Harmonikus Analízis Csoportot Gát György vezetésével. 2001-ben védte meg PhD. dolgozatát a Debreceni Egyetem Természettudományi Karának Matematika és Informatika Intézetében. 2006 óta a Mathematical Review referálója, és az AMAPN (Acta Math. Acad. Paed. Nyíregyháziensis) folyóirat technikai szerkesztője. 2006–2009 között a Magyar Tudományos Akadémia Szabolcs-Szatmár-Bereg Megyei Tudományos Testülete, Műszaki Tudományok Szakbizottságának titkára volt. 2011-ben habilitált a Debreceni Egyetem Természettudományi Karán. 2011–2012 között az Amerikai Matematikai Társaság tagja volt. 2013–2017 között a PTI FOSZK szak szakfelelőse volt. 2015-től az osztatlan matematika tanári szak szakfelelőse. 2015 óta a Nyíregyházi Egyetem Tudományos Tanács valamint a Tanárképzési Tanács és a Matematika és Informatika Intézet Intézeti Tanácsának tagja. 2021-től az egri Eszterházy Károly Egyetem egyetemi docense.

## Művei
- Matematikai logika (2009)
- Matematika 3.: Mérnök hallgatók számára (2011)
- Logikai alapok a programozáshoz (2014)
- A matematika alapjai (2014)

## Díjai, ösztöndíjai
- Köztársasági ösztöndíj (1992-1993)
- Pro Regione Alapítvány ösztöndíja (1992-1993, 1997-1998)
- A Magyar Tudományért Alapítvány (MHB) ösztöndíja (1996-1997)
- A Szabolcs-Szatmár-Bereg Megyei Tudományos Közalapítvány ösztöndíja (2001)
- "Filep László alapítvány a matematika szakos hallgatókért" alapítvány tudományos ösztöndíja (2011)[3]
- Akadémiai Dolgozói Minőségi Díj "Az év leginnovatívabb oktatója-kutatója" (2013)
- "Tudományért-Művészetért" kitüntetés (Nyíregyházi Főiskola, 2014)